# Stiglitz-Sen-Fitoussi-Kommission
Die Commission on the Measurement of Economic Performance and Social Progress (CMEPSP), nach ihren Leitern als Stiglitz-Sen-Fitoussi-Kommission bezeichnet, war eine Expertenkommission, die im Auftrag der französischen Regierung unter Nicolas Sarkozy untersuchte, mit welchen Mitteln sich Wohlstand und sozialer Fortschritt messen ließen, ohne sich einseitig auf Einkommensgrößen wie das Bruttosozialprodukt zu stützen. Die Kommission wurde im Februar 2008 gebildet und Joseph E. Stiglitz zu ihrem Vorsitzenden ernannt. Amartya Sen fungierte als wissenschaftlicher Berater, und die Koordination übernahm der französische Ökonom Jean-Paul Fitoussi. Insgesamt umfasste die Kommission 25 renommierte Wirtschafts- und Sozialwissenschaftler. Der Abschlussbericht der Kommission wurde im September 2009 vorgelegt. Präsentiert und erläutert werden zwölf Empfehlungen, welche sich auf die drei Themenbereiche Wirtschaftsindikatoren, Lebensqualität und Nachhaltigkeit/Umwelt beziehen. Ergänzend gibt es eine Stellungnahme der drei leitenden Persönlichkeiten, die sich insbesondere mit der Aufgabenstellung vor dem Hintergrund der Finanzkrise ab 2007 auseinandersetzt.

## Executive Summary
In der Zusammenfassung des Abschlussberichts wird betont, dass die Bedeutung statistischer Indikatoren für die Beurteilung von Maßnahmen zur Fortentwicklung der Gesellschaft immer mehr zunimmt. Denn was gemessen wird, beeinflusst das Handeln. Falsche Messungen führen somit zu einer falschen Politik. Bisherige Statistiken über Wachstum, Arbeitslosigkeit oder Inflation entsprechen dabei oft nicht den Wahrnehmungen der Bürger. Die häufige Fokussierung auf das Bruttoinlandsprodukt als alleinige Kennzahl für die wirtschaftliche Entwicklung wird kritisiert.
So ist zum Beispiel das Wachstum des BIP kein ausreichender Indikator, wenn zugleich die Ungleichheit zunimmt und ein wesentlicher Teil der Bevölkerung vom Wachstum nicht profitiert. Mehr Staus auf den Autobahnen führen beispielsweise zu einem erhöhten Benzinverbrauch, der sich in einem höheren BIP niederschlägt, obwohl das Wohlbefinden der Betroffenen gesunken ist und sie weniger Geld für den übrigen Konsum zur Verfügung haben. Das BIP als Indikator gibt keine Informationen über Luftverschmutzung oder den Klimawandel. Aufgabe ist es also, nach einem sinnvollen Verfahren der Messung der Wohlfahrt zu suchen, das auch die ökologischen und sozialen Aspekte und die Frage der Nachhaltigkeit berücksichtigt.
Die Bedeutung der Aufgabe zeigt sich auch darin, dass die Finanzkrise 2007 und die dann folgende Wirtschaftskrise von den bisherigen Berichten nicht vorhergesagt und alle politischen Entscheider von der Entwicklung überrascht wurden. Allerdings darf man auch die Prognosemöglichkeiten für derartige Zusammenhänge nicht überschätzen. Dennoch zeigt der Bericht auf, dass man durch teilweise andere Daten und neue Indikatoren Hinweise auf Veränderungsbedarfe geben kann.
Zur Aufbereitung der Themen hat die Kommission drei Arbeitsgruppen gebildet. Mit den oben genannten Schwerpunkten:
- Fragen der klassischen Messung des Sozialprodukts
- Lebensqualität
- Nachhaltigkeit

Als Ergebnis ihrer Arbeit spricht die Kommission zwölf grundsätzliche Empfehlungen aus:
Empfehlung 1: Beim Messen des Wohlbefindens (well being) sollten das Einkommen und der Konsum erfasst werden anstelle der bisherigen Messung der Produktion.
Das BIP drückt den Wert der Produktion für den Markt in Geldeinheiten aus. Dieser Wert kann aber nicht den Wohlstand einer Gesellschaft ausdrücken. Der tatsächliche Lebensstandard ergibt sich aus dem Einkommen. Der Produktionswert kann zum Beispiel durch Preisveränderungen oder Exporte von Einkommen und Konsum deutlich abweichen.
Empfehlung 2: Stärkere Beachtung der Perspektive der Haushalte
Untersuchungen haben gezeigt, dass reale Haushaltseinkommen sich zum Teil langsamer entwickelt haben als das BIP. Eine wesentliche Ursache ist die Staatsquote und die Tatsache, dass der Staat zunehmend Leistungen, insbesondere im Bereich Bildung und Gesundheit, erbringt, die zuvor im privaten Sektor und ohne Entgelt erbracht wurden. Aus diesem Grund wird eine getrennte Darstellung des Haushaltssektors für sinnvoll erachtet. Zusätzlich wird empfohlen Preisindizes nach Haushaltsgruppen zu differenzieren.
Empfehlung 3: Berücksichtigung des Zusammenhangs von Einkommen und Konsum mit dem vorhandenen Vermögen
Einkommen und Konsum sind zwar grundlegend zur Beurteilung des Lebensstandards, aber Sparvorgänge oder der Verbrauch von Vermögen können das Bild verzerren. Dies gilt auch auf der Ebene von Volkswirtschaften. Zur Beurteilung bedarf es Bilanzen, in denen das Vermögen erfasst wird. Die Beurteilungen des Vermögens sollte mit Kennzahlen zur Nachhaltigkeit und zum Risiko gestützt werden. Dazu können auch nicht monetäre Kennziffern sinnvoll sein.
Empfehlung 4: Mehr Aufmerksamkeit auf die Einkommensverteilung, die Vermögensverteilung und den Verteilung von Konsum
Durchschnitts- oder Gesamtgrößen sind nicht ausreichend, die bestehenden Verhältnisse zu beurteilen. So kann ein durchschnittliches Wachstum des Einkommens ohne Wirkung bei einem Teil der Bevölkerung verbunden sein. Hierzu sind mehr Informationen über die Verhältnisse in den unteren und oberen Bereichen der Bevölkerung nötig. Die Kommission empfiehlt die Darstellung des Medianeinkommens anstelle eines arithmetischen Durchschnittswertes. Zusätzlich sollten auch Angaben zur Verteilung des Wirtschaftswachstums nach unterschiedlichen sozioökonomischen Gruppen gemacht werden, um die Entwicklung der Einkommensschere aufzeigen zu können. Für sinnvoll erachtet wird hier die Berechnung des Gini-Koeffizienten.
Empfehlung 5: Erweiterung der Einkommensmaße auf informelle Tätigkeiten
Im Laufe der Zeit ist es zu wesentlichen Verschiebungen gekommen. So werden heute immer mehr Leistungen am Markt angeboten, die früher im privaten Bereich und ohne Entgelt stattgefunden haben wie zum Beispiel die Pflege von Alten und Kranken. Indem nun diese Tätigkeiten in der Einkommensstatistik erfasst werden, erhöht sich der ausgewiesene Wohlstand, obwohl sachlich keine Änderung erfolgt ist. Davon ist auch der Vergleich zwischen Ländern betroffen, wobei in den weniger entwickelten Ländern der Anteil der in Haushalten unmittelbar erzeugten Güter noch wesentlich höher ist. Als Maß des Wohlbefindens ist zudem auch auf die verfügbare Freizeit zu achten.
Die Kommission betont, dass das Wohlbefinden (Well being) mehrdimensional zu bestimmen ist. Als Dimensionen, die nicht allein durch das Einkommen ausgedrückt werden können, nennt sie:
1. materieller Lebensstandard (Einkommen, Konsum, Vermögen)
2. Gesundheit
3. Bildung
4. persönliche Tätigkeiten einschließlich Arbeit
5. Politische Stimme und Governance
6. Soziale Verbindungen und Beziehungen
7. Umwelt (gegenwärtige und künftige Bedingungen)
8. Unsicherheit (sowohl ökonomisch als auch physisch)

Empfehlung 6: Die Lebensqualität hängt von den objektiven Bedingungen und den Verwirklichungschancen (englisch capabilities) der Menschen ab. Es sollten Schritte gemacht werden, um die Kennziffern über Gesundheit, Erziehung, persönliche Aktivitäten und Umweltbedingungen der Menschen zu verbessern. Vor allem sollten sich nennenswerte Bemühungen darauf richten, robuste und zuverlässige Kennziffern für soziale Verbindungen, politische Stimmrechte und Unsicherheit, die Aussagen über die Lebenszufriedenheit ermöglichen, zu entwickeln und einzuführen.
Die für die Lebensqualität relevanten Informationen reichen über die Selbsteinschätzung und Wahrnehmung der Betroffenen einschließlich der Handlungsmöglichkeiten (englisch functionings) und Freiheiten hinaus. Tatsächlich bedeutsam sind die Verwirklichungschancen der Menschen, das heißt der Umfang ihrer Möglichkeiten und die Freiheiten, innerhalb dieses Umfangs wählen zu können. Nur die Güterverfügbarkeit ist keine ausreichende Messgröße für die Lebensqualität. Zur Erfassung der Dimensionen des Wohlbefindens bedarf es nicht nur objektiver, sondern auch subjektiver Messungen. Die bestehenden Lücken in den Informationen hierüber müssen erfasst und die statistische Basis muss erweitert und angepasst werden.
Empfehlung 7: Die Indikatoren zur Lebensqualität in allen angesprochenen Dimensionen sollen Ungleichheiten in einer verständlichen Weise bewerten.
Die Indikatoren sollten nicht nur über die Zeit, sondern auch zum interpersonellen Vergleich für sozio-ökonomische Gruppen, Gender und Generationen eingesetzt werden, wobei ein besonderes Augenmerk auf aktuelle Entwicklungen wie Immigration gelegt werden sollte. Sowie auf das Fortbestehen von Mustern über Generationsfolgen betrachtet. 
Empfehlung 8: Die Studien sollten so ausgelegt werden, dass die Verbindungen der verschiedenen Bereiche der Lebensqualität für die einzelne Person bewertet werden kann, und diese Informationen sollten Eingang in die Gestaltung der Maßnahmen in den verschiedenen Feldern finden.
Durch die Herstellung von Querverbindungen können die Auswirkungen einzelner Maßnahmen auf die Lebensqualität in anderen Bereichen erfasst werden. Daher sollten in den Untersuchungen verschiedener Felder Daten erhoben werden, die die Herstellung der Querverbindungen zulassen.
Empfehlung 9: Statistische Ämter sollten die benötigten Informationen so zur Verfügung stellen, dass die Querverbindung zwischen den verschiedenen Dimensionen der Lebensqualität zusammengefasst und die Bildung verschiedener Indizes ermöglicht wird.
Der Bedarf der Statistiker liegt nicht nur in einer Vielfalt von Indikatoren, sondern auch in der Möglichkeit, die ausgewählten Indikatoren so zusammenzuführen, dass die Wirkung einzelner Effekte in einem Gesamtindikator analysiert werden kann.
Empfehlung 10: Sowohl objektive als auch subjektive Maße liefern Schlüsselinformationen über die Lebensqualität. Statistische Behörden sollten Erhebungen einrichten, die sich mit der Bewertung des Lebens, mit freudvollen (englisch hedonistic) Erfahrungen und Vorlieben der Menschen befassen.
Die Forschung hat gezeigt, dass es auch Möglichkeiten gibt, aussagekräftige und vertrauenswürdige Maße für die subjektive Bewertung der Lebensqualität zu definieren. Das subjektive Wohlbefinden ist durch verschiedene Aspekte wie die kognitive Bewertung des eigenen Lebens, Glücklichkeit, Zufriedenheit bestimmt, ebenso durch positive Gefühle wie Spaß und Stolz, oder durch negative Emotionen wie Leid und Sorge, die alle in messbaren Größen erfasst werden können. Die bisherigen erfolgreichen Ergebnisse in kleineren Untersuchungen sollten auf eine breitere Basis gestellt werden.
Empfehlung 11: Die Bewertung der Nachhaltigkeit bedarf eines wohl-identifizierten Armaturenbretts an Indikatoren. Das unterscheidende Merkmal der Komponenten dieses Armaturenbretts sollte darin bestehen, dass sie als Abweichungen von einem bestehenden „Vorrat“ (englisch stock = vorhandene Vermögenswerte) interpretiert werden können. Ein monetärer Index der Nachhaltigkeit hat seinen Platz in einem solchen Armaturenbrett, aber nach dem derzeitigen Stand der Aussagefähigkeit (englisch state of the art) sollte er im wesentlichen auf die monetären Aspekte der Nachhaltigkeit konzentriert bleiben.
Das Messen und Bewerten der Nachhaltigkeit ist für die Kommission ein Aspekt mit herausragender Bedeutung. Dies ist aber aufgrund der Komplexität des Themas schwierig und wird noch stärker erschwert, weil zwischen den verschiedenen Ländern noch keine Einheitlichkeit zur Bestimmung der Nachhaltigkeit vorliegt. Nachhaltigkeit muss neben der aktuellen Untersuchung des Wohlbefindens gesondert untersucht werden. Eine Vermischung der Themen kann zu falschen Rückschlüssen führen. In den Indikatoren für die Nachhaltigkeit müssen die verschiedenen Vorräte an natürlichen Ressourcen, menschlichen, sozialen und physischen Kapitalien zum Ausdruck kommen. Die Reduktion von Nachhaltigkeitsindikatoren auf monetäre Größen scheitert daran, dass es für verschiedene Aspekte keine mit einem Marktwert bewertbare Grundlagen gibt. Selbst wenn es solche Werte gäbe, wäre zudem nicht sichergestellt, dass die aktuelle Bewertung der Sichtweise in der Zukunft entspricht.
Empfehlung 12: Der Umweltgesichtspunkt der Nachhaltigkeit benötigt eine gesonderte Folgeuntersuchung, basierend auf einer wohl ausgewählten Anzahl physikalischer Indikatoren. Vor allem besteht Bedarf für einen klaren Indikator, der die Nähe zu gefährlichen Graden der Umweltbelastung (zum Beispiel Klimawandel oder Überfischung) beschreibt.
Zur Auswahl adäquater Indikatoren bedarf es einerseits der Kompetenz von Naturwissenschaftlern, andererseits sind die Anforderungen global, so dass das Vorgehen einzelner nationaler Statistikbehörden unzureichend bleiben muss.
Zum weiteren Vorgehen betont die Kommission, dass sie ihren Bericht als einen Anfang betrachtet, der zu weiteren Forschungen führen und durch Diskussionen in der Fachwelt weiterentwickelt werden sollte.

## Kommissionsmitglieder
- Bina Agarwal, University of Delhi, Indien
- Kenneth Arrow, Universität Stanford, USA
- Anthony Atkinson, Nuffield College, Großbritannien
- François Bourguignon, Paris School of Economics
- Jean-Philippe Cotis, Insee (Nationale Statistikbehörde Frankreichs), Paris
- Angus Deaton, Universität Princeton, USA
- Kemal Derviş, United Nations Development Programme (UNDP), New York
- Marc Fleurbaey, Universität Paris 5, Frankreich
- Nancy Folbre, University of Massachusetts, USA
- Jean Gadrey, Universität Lille, Frankreich
- Enrico Giovannini, OECD, Paris
- Roger Guesnerie, Collège de France, Paris
- Geoffrey Heal, Columbia University, New York
- James Heckman, Universität Chicago, USA
- Claude Henry, Institut d’études politiques de Paris
- Daniel Kahneman, Universität Princeton, USA
- Alan B. Krueger, Universität Princeton, USA
- Justin Yifu Lin, Weltbank, Washington D.C.
- Andrew Oswald, University of Warwick, Großbritannien
- Robert D. Putnam, Harvard University, USA
- Nick Stern, London School of Economics, Großbritannien
- Philippe Weil, Institut d’études politiques de Paris